# Ágost Keresztély
Ágost Keresztély, ou Christian-Auguste de Saxe-Zeitz (né le 9 octobre 1666 au château de Moritzburg dans le duché de Saxe-Zeitz, et mort le 23 août 1725 à Ratisbonne), est un cardinal allemand-hongrois du XVIIIe siècle. Il est un fils du duc Maurice de Saxe-Zeitz.

## Biographie
Christian Auguste de Saxe-Zeitz commande un régiment lors du Siège de Mayence (1689) et joint l'armée autrichienne. Son action est décisive lors du prise du château de Buda. Christian Auguste est luthérien et membre de l'Ordre Teutonique. Il se convertit au catholicisme en 1696 et devient prévôt de Cologne (1696-1725) et est élu évêque de Győr en 1696. C'est lui qui va convertir son parent, le roi-électeur Auguste le Fort au catholicisme et le baptiser en 1697. 
Le pape Clément XI le crée cardinal lors du consistoire du  17 mai 1706 et il est élu archevêque d'Esztergom et primat de Hongrie en 1707.
Après la mort de son frère Maurice-Guillaume de Saxe-Zeitz en 1718, Christian Auguste est l'héritier du duché, mais il ne succède pas et le duché de Saxe-Zeitz est fusionné avec l'électorat de Saxe. Il ne participe pas au conclave de 1721, lors duquel Innocent XIII est élu pape, ni à celui de 1724, lors duquel Benoît XIII est élu.

## Succession apostolique
Ágost Keresztély a ordonné les évêques suivants :
- Cardinal Giovanni Battista Bussi (1706)
- Archevêque Imre Esterházy (it), O.S.P.P.E. (1708)
- Évêque Otto Christoph von Volckra (pl) (1710)
- Évêque Hugo Franz von Königsegg-Rothenfels (de) (1711)
- Évêque Johann Adam Wratislaw von Mitrowitz (de) (1711)
- Évêque Georgius Gyllany (1714)
- Évêque Gábor Antal Erdődy (hu) (1715)
- Évêque Gottfried Langwerth von Simmern (de) (1717)